# Trifone di Alessandria
Trifone di Alessandria (in greco antico: Τρύφων?, Trýphōn; Alessandria d'Egitto, I secolo a.C. – I d.C. ?) è stato un grammatico greco antico

## Biografia
Vissuto nel I secolo d.C., Trifone era originario di Alessandria d'Egitto. Fu contemporaneo di Didimo Calcentero e, secondo Suda, visse all'epoca di Augusto "e prima".

## Opere
Trifone scrisse diverse opere specialistiche sugli aspetti della lingua e della grammatica, di cui restano solo 135 frammenti, soprattutto negli scolii. Uno scolio a Dionisio il Trace gli attribuisce l'applicazione ai dialetti greci della terminologia aristotelica di genere (genos) e specie (eidos), per cui ad esempio al genere eolico afferivano le specie lesbica, beotica, ed altre, al genere dorico le specie laconica, messenica, argiva, corinzia, siciliana o siracusana, etc..
Il lessico Suda elencaː Sul pleonasmo nel dialetto eolico (7 libri); Dei dialetti in Omero, Simonide, Pindaro, Alcmane e gli altri poeti lirici; Sul dialetto dei Greci e di Argo, Imera, Reggio, i Dori e Siracusa; Sull'analogia nei casi obliqui (1 libro); Sull'analogia nel nominativo; Sulle parole comparative (1 libro); Sull'analogia nei monosillabi; Sui caratteri dei nomi (1 libro); Sull'analogia nei verbi baritoni (1 libro); Sui verbi enclicitici, sugli infiniti, sugli imperativi, sugli ottativi e (in breve) su tutti [i modi]; Sull'ortografia e sulle domande in essa contenute; Su accenti e tropi. 
Le due opere pervenute che portano il suo nome, Sui metri e Sui tropi, tuttavia, sono di dubbia attribuzione.